# Fonologie
În lingvistică, termenul fonologie denumește, conform definiției Școlii lingvistice de la Praga, un grup de lingviști structuraliști care l-a impus, acea ramură care studiază fenomenele sonore din punctul de vedere al funcției acestora de a distinge sensuri într-o limbă dată, relațiile dintre aceste elemente distinctive și regulile după care pot fi combinate în cuvinte și propoziții. Fenomenele sonore avute în vedere au fost în primul rând sunetele, cele cu valoare funcțională fiind numite „foneme”. Termenul se folosește și pentru sistemul fonemelor unei limbi date.
În concepția Școlii lingvistice de la Praga, fonologia se opune foneticii prin aceea că aceasta studiază fenomenele sonore fără a se ocupa de funcțiile lor semantice (referitoare la sensuri).
Nu există unitate de vederi în privința denumirii disciplinelor care studiază fenomenele sonore, și nici în definirea fiecărei denumiri. După Dicționarul Școlii lingvistice de la Praga, termenul en  phonology „fonologie” este sinonim cu termenii mai rar folosiți phonemics „fonemică” și phonematics „fonematică”. După Dubois 2002, în terminologia cea mai curentă în Europa, substantivul fr  phonématique „fonematică” denumește partea din fonologie care studiază fonemele ca unități distinctive minimale, cu scopul de a stabili inventarul fonemelor unei limbi sau a mai multora, de a le clasa, de a le studia combinațiile etc., iar adjectivul phonématique se folosește cu sensul „referitor la fonem”. Termenul phonémique „fonemică, fonemic(ă)” este sinonim ca substantiv și adjectiv cu phonématique. În lingvistica anglofonă, Bussmann 1998 consideră phonology sinonim cu phonemics, dar amintește că se întâlnește și phonology definit ca studiul sunetelor limbii, care are două ramuri, phonetics și phonemics. Aceasta este, de exemplu, viziunea lui Eifring și Theil 2005, după care phonetics este studiul caracteristicilor fiziologice (adică ale producerii), acustice (fizice) și auditive (de percepere) ale sunetelor limbii, iar phonemics studiul modului în care sunt organizate în sisteme și sunt folosite acestea în limbă.

## Istoricul fonologiei
Termenul „fonologie” a apărut pe la mijlocul secolului al XIX-lea, fiind folosit în concurență cu „fonetică”, fără distincție între ele, având ca origine același sens, „studiul sunetelor”.
Distingerea fonologiei de fonetică a apărut ca urmare a distingerii sunetului de fonem. Vorbitorii percep că sunt sunete care diferențiază sensuri lexicale și gramaticale, dar nu percep faptul că aceste sunete se realizează concret în mai multe feluri. Lingviștii Școlii de la Praga au aplicat termenul „fonem”, folosit prima oară de Jan Baudouin de Courtenay în 1893, pentru a denumi ansamblul de trăsături sonore care diferențiază sensuri, tratându-l ca unitate lingvistică abstractă ce reprezintă toate realizările sale concrete. Totodată, în raport cu fonemul, au numit cu termenul „alofon” variantele prin care se realizează. Calitatea de fonem este stabilită în primul rând prin constatarea capacității de a determina existența unor așa-numite perechi minimale, uneori serii minimale, adică cuvinte al căror sens este diferențiat numai de schimbarea unui singur sunet. Această concepție se încadrează în cea a lui Ferdinand de Saussure, fondatorul lingvisticii structuraliste, formulată înainte de crearea Școlii de la Praga, despre limbă ca abstracțiune, diferită de vorbire, care este realizarea ei concretă.
Fonetica a fost distinsă de fonologie (numită și „fonetică funcțională”) prin definirea primei ca studiul sunetelor, iar a celei din urmă ca studiul fonemelor. Ele rămân totuși strâns legate una de alta, deoarece fonetica furnizează materialul de studiu pentru fonologie, iar aceasta se ocupă de asemenea de sunete, deși numai în calitatea lor de alofone.
Fonologia a devenit disciplină aparte datorită lucrărilor Școlii lingvistice de la Praga, în special ale lui Nikolai Trubețkoi și Roman Jakobson. Acestea au avut un răsunet important la I-ul Congres internațional de lingvistică de la Haga, în 1928. Noua disciplină s-a impus după publicarea în 1939 a cărții Principiile fonologiei a lui Trubețkoi. Fonologia a fost dezvoltată mai departe prin cercetări care au avut loc aproximativ în același timp în Franța și în Statele Unite ale Americii, cu rezultate asemănătoare, dar cu unele divergențe de principiu și de metodă, precum și de Școala lingvistică de la Copenhaga, mai ales prin Louis Hjelmslev.

## Ramuri ale fonologiei
În cadrul fonologiei în sensul dat de Dubois 2002 se pot distinge mai multe ramuri, pe lângă fonematică.
Cercetările de fonologie sunt preponderent sincronice, stabilind sistemul fenomenele sonore ce au funcții distinctive într-o limbă dată, la un moment dat. De pildă, limba română standard actuală are, după Chițoran 2002, 31 de foneme. Un exemplu de definire a unui fonem este cel al lui /p/. Acesta se realizează cu o ușoară aspirație la sfârșit de cuvânt (ex. cap [kapʰ]), ușor palatalizată înaintea lui [e] și [i] (ex. piept [pʲept]) și ușor labializată înainte de [o] și [u] (ex. porc [pʷork]). Comutarea sunetelor [pʰ], [pʲ] și [pʷ] în același context fonetic nu produce schimbări de sens, dar înlocuirea lui [p] de pildă cu [b] produce astfel de schimbări, ex. pat vs. bat. Prin urmare /p/ este un fonem, dat fiind că se găsește în perechi minimale ca aceasta, iar [pʰ], [pʲ] și [pʷ] sunt sunete, alofone ale lui /p/.
Pe lângă fonologie sincronică există și fonologie diacronică, ce studiază evoluțiile de la sunet la fonem sau invers, prin fenomene specifice:
- Prin fonologizare apare un fonem nou în limbă, în cursul evoluției din limba de bază sau în urma unor împrumuturi. Astfel, în română a apărut, față de latină, un fonem nou, /ə/ (scris ă), prin închiderea lui /a/ latinesc în poziție neaccentuată. Ca dovadă, există perechi minimale precum casa vs. casă[2].
- Defonologizarea constă în dispariția unei opoziții fonologice. De pildă, acest proces este practic terminat în cazul fonemelor franceze /a/ și /ɑ/. Prin aceasta, cuvintele patte [pat] „labă” și pâte [pɑ:t] „pastă” nu se mai disting prin sonoritate, pronunția ambelor devenind [pat][15].

În afara fonologiei unei limbi anume, există și o fonologie generală, care studiază principalele sisteme fonologice din lume și legile generale ale funcționării lor. Mai există și o fonologie contrastivă, care se ocupă de sistemele fonologice a două sau mai multe limbi.
Viziunea fonologică referitoare la sunete este aplicată și fenomenelor prozodice (suprasegmentale) cu funcție distinctivă, numite „prozodeme”, prin analogie cu fonemele, vorbindu-se despre fonologie suprasegmentală, față de fonologia segmentală, care se ocupă de foneme.
De pildă, privitor la accent, în limbile cu accent mobil, locul acestuia poate avea funcție distinctivă. Poate fi vorba de distingerea unor sensuri lexicale sau gramaticale. Exemple (sunetul accentuat marcat cu literă aldină):
- ro  vèselă (adjectiv) vs. vesèlă (substantiv), cântă (indicativ prezent) vs. cântă (perfect simplu)[18];
- ru  мyка muka „chin” vs. мукa muka „făină”[19], реки reki „al/a/ai/ale râului” vs. реки reki „râuri”[20].

În limbile tonale au funcție distinctivă tipurile de tonuri, în acest caz numite „toneme”. De exemplu, limba chineză din nordul Chinei, numită și mandarină, are patru tonuri. Secvența de sunete ma există cu toate acestea, cuvintele corespunzătoare lor alcătuind următoarea serie minimală:
- cu ton înalt constant: mā „mamă”;
- cu ton ascendent: má „cânepă”;
- cu ton descendent-ascendent, în mǎ „cal”;
- cu ton brusc descendent, în mà „a certa”.

| · |

Cuvântul există și fără ton, fiind în acest caz particulă interogativă la sfârșit de propoziție sau frază.